# Cầy thảo nguyên đuôi đen
Cầy thảo nguyên đuôi đen, còn gọi là Sóc đồng cỏ đuôi đen (danh pháp khoa học: Cynomys ludovicianus) là một loài sóc trong họ Sóc được tìm thấy ở Đại bình nguyên của Bắc Mỹ từ biên giới Hoa Kỳ-Canada đến biên giới Hoa Kỳ-México. Không giống các loài sóc đồng cỏ khác, loài này thực sự không ngủ đông. Sóc đồng cỏ đuôi đen có thể thấy trên mặt đất giữa mùa đông. Một quần thể sóc đồng cỏ đuôi đen ở Texas đã được ghi nhận có phạm vi 64.000 km² và có 400.000.000 cá thể. Trước khi môi trường sống bị phá hủy, loài này có lẽ là loài sóc đồng cỏ dồi dào nhất ở trung bộ Bắc Mỹ. Loài này là một trong hai loài được miêu tả bởi chuyến thám hiểm Lewis và Clark trong ghi chép và nhật ký về chuyến khám phá của họ.

## Miêu tả
Sóc đồng cỏ đuôi đen nhìn chung có màu vàng nhạt với bụng màu nhạt hơn. Đuôi của chúng có chóp màu đen. Con trưởng thành có cân nặng đến 1,5 đến 3 lb (0,68 đến 1,36 kg), con đực thường nặng hơn con cái. Chiều dài cơ thể thường là 14 đến 17 in (36 đến 43 cm), đuôi dài 3 đến 4 in (7,6 đến 10,2 cm).